# Lophonardia caespitosa
Lophonardia caespitosa là một loài Rêu trong họ Jungermanniaceae. Loài này được R.M. Schust. mô tả khoa học đầu tiên năm 1978.